# スティルチェス行列
数学の行列理論において、スティルチェス行列（スティルチェスぎょうれつ、英: Stieltjes matrix）とは、非対角成分が非正であるような実対称正定値行列のことを言う。その名は、トーマス・スティルチェスにちなむ。スティルチェス行列は、必ずM-行列である。すべての n×n のスティルチェス行列は、非特異・対称・非負であるような逆行列が存在するが、その逆は一般に n > 2 に対しては成立しない。
上述の定義より、スティルチェス行列は、固有値が正の実部を持つような対称かつ可逆なZ-行列であることが分かる。Z-行列であることから、その非対角成分はゼロ以下である。